# Aklak Air
Aklak Air — канадская авиакомпания местного значения со штаб-квартирой в городе Инувик (Северо-Западные территории), выполняющая чартерные и регулярные сезонные рейсы по аэропортам западной арктической части страны. Порт приписки — Аэропорт Инувик имени Майка Зубко.

## История
Авиакомпания Aklak Air была основана в 1977 году и начала операционную деятельность год спустя. В июне 1994 года два авиаперевозчика Aklak Air и Kenn Borek Air создали совместную компанию, под эгидой которой Aklak Air в случае необходимости могла получать контроль за воздушным флотом своего партнёра.
Aklak Air находится в собственности коммерческой корпорации «Inuvialuit Joint Venture Company».

## Маршрутная сеть
Маршрутная сеть регулярных перевозок Aklak Air в ноябре 2006 года включала следующие населённые пункты Канады:
- Аклавик (чартер)
- Форт-Макферсон (на время закрытия зимней автодороги)
- Инувик
- Норман-Уэлс
- Полатук
- Сакс-Харбор
- Тактояктук (чартер)
- Улукхакток

## Флот

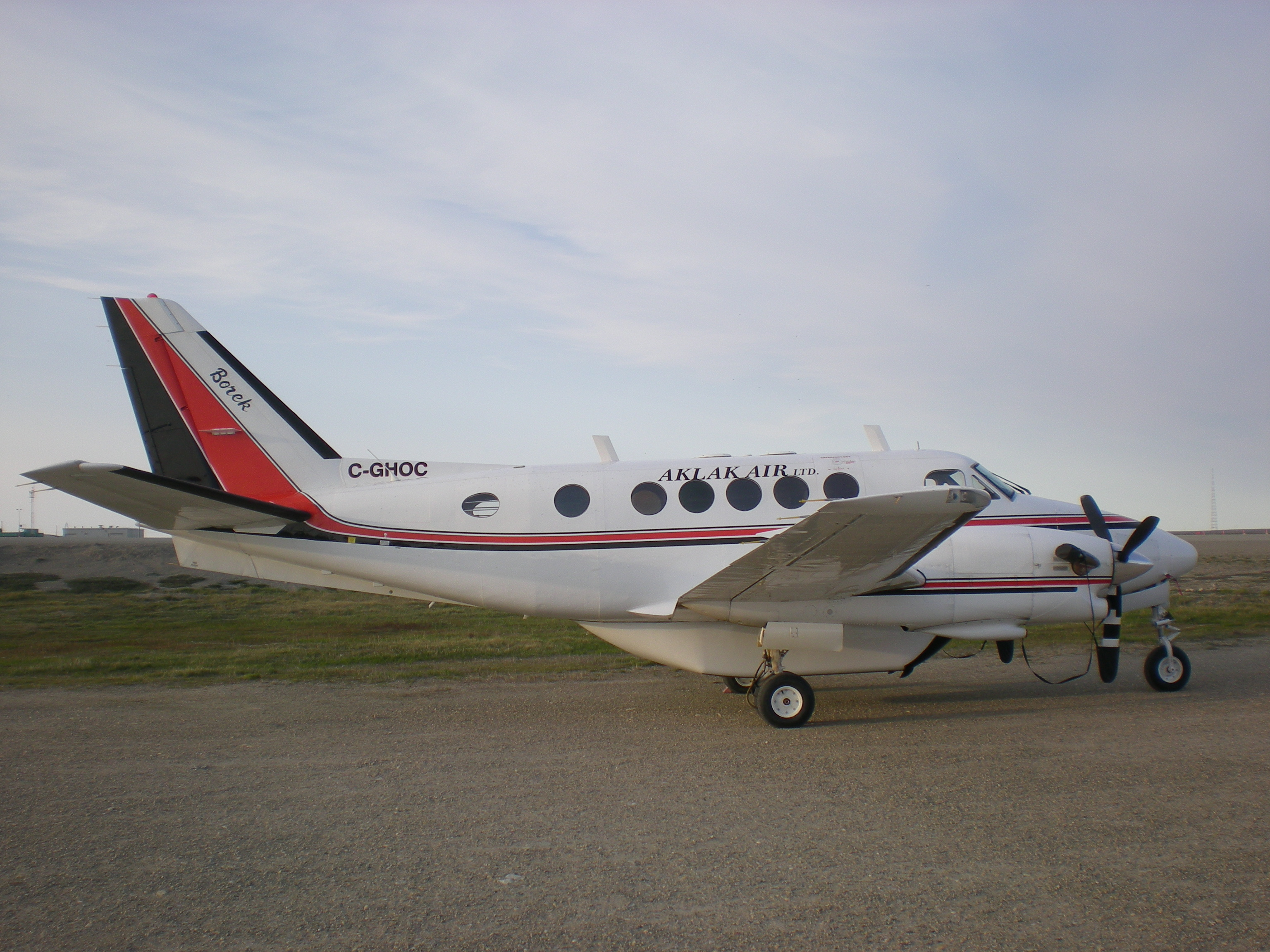
Beechcraft King Air (Model 100) авиакомпании Aklak Air в аэропорту Кеймбридж-Бей

По состоянию на 2008 год воздушный флот авиакомпании Aklak Air составляли следующие самолёты:
- De Havilland Canada DHC-6 Twin Otter Series 300 — 1 единица.

Другие лайнеры принадлежат компании Kenn Borek Air Ltd.:
- Beechcraft King Air (серия 90)
- Beechcraft Model 99
- Beechcraft King Air (Model 100)
- Beechcraft Super King Air
- Embraer EMB 110 Bandeirante — 2 единицы.